# Ärztlicher und gesundheitswissenschaftlicher Dienst
Ärztlicher und gesundheitswissenschaftlicher Dienst bezeichnet in Deutschland eine Gruppe von Laufbahnen für Beamte, die verwandte Vor- und Ausbildungen voraussetzen. Das Aufgabenspektrum umfasst vor allem Dienstgeschäfte, die ein medizinisches oder gesundheitswissenschaftliches Studium oder eine entsprechende Berufsausbildung voraussetzen.

## Allgemeines
Eine Laufbahn umfasst alle Ämter, die verwandte und gleichwertige Vor- und Ausbildungen voraussetzen (§ 16 Abs. 1 BBG). Im Bund können Laufbahnen des ärztlichen und gesundheitswissenschaftlichen Dienstes grundsätzlich in allen vier Laufbahngruppen eingerichtet werden (§ 6 Abs. 2 BLV). Tatsächlich bestehen nur zwei Laufbahnen:
- gehobener ärztlicher und gesundheitswissenschaftlicher Dienst
- höherer ärztlicher und gesundheitswissenschaftlicher Dienst

Beamte des ärztlichen und gesundheitswissenschaftlichen Dienstes werden zum Beispiel zur wehrmedizinischen Tauglichkeitsuntersuchung in einem Karrierecenter der Bundeswehr und beim Assessmentcenter für Führungskräfte der Bundeswehr eingesetzt. Sie waren auch als Musterungsärzte in den ehemaligen Kreiswehrersatzämtern tätig. Angehörige des ärztlichen Dienstes der Bundespolizei gehören hingegen einer besonderen Fachverwendung der Laufbahn des höheren Polizeivollzugsdienstes des Bundes an. Führungs-, Funktions- oder Lehrpersonal im polizeiärztlichen Dienst, die keine Ärzte sind, gehören dem gehobenen Polizeivollzugsdienst des Bundes an. (vgl. Bundespolizei-Laufbahnverordnung)

## Amtsbezeichnungen
Personen im höheren ärztlichen und gesundheitswissenschaftlichen Dienst mit medizinischem Studium führen die Amtsbezeichnungen:
- Medizinalrat oder Medizinalrat (Besoldungsgruppe A 13),
- Medizinaloberrat oder Medizinaloberrat (A 14),
- Medizinaldirektor oder Medizinaldirektor (A 15),
- Leitender Medizinaldirektor (A 16).

## Laufbahnbefähigung
Die Laufbahnbefähigung für eine Laufbahn des ärztlichen und gesundheitswissenschaftlichen Dienstes wird in der Regel durch Anerkennung erlangt. Auf Bundesebene sind keine fachspezifischen Vorbereitungsdienste (Laufbahnausbildung) eingerichtet (Anlage 2 BLV). 
Zur Anerkennung der Laufbahnbefähigung für eine Laufbahn des ärztlichen und gesundheitswissenschaftlichen Dienstes ist grundsätzlich ein fachlich entsprechendes Studium der Fächergruppe 05 „Humanmedizin/Gesundheitswissenschaften“ gemäß der Hochschulstatistik des Statistischen Bundesamtes oder eine entsprechende Berufsausbildung erforderlich. Dazu zählen die Studienfächer Humanmedizin, Zahnmedizin, Gesundheitspädagogik und Gesundheitswissenschaften sowie die Weiterbildungen in Anästhesie, Augenheilkunde, Bakteriologie, Chirurgie, Gynäkologie, Innere Medizin, Kardiologie, Kieferorthopädie, Kinderheilkunde, Musiktherapie, Nuklearmedizin, Orthopädie, Physiotherapie, Psychiatrie, Radiologie, Sozialmedizin und Urologie. Zu den Berufsausbildungen zählen Altenpflegehelfer, Altenpfleger, Anästhesietechnischer Assistent, Diätassistent, Ergotherapeut, Fußpfleger, Hebamme, Heilpraktiker, Hörgeräteakustiker, Medizinisch-technischer Assistent, Notfallsanitäter, Orthopäde, Pharmazeutisch-technischer Assistent, Rettungssanitäter und Zahntechniker (Anlage 2 der AVwV zur BLV). 
Zur Zulassung zum höheren ärztlichen und gesundheitswissenschaftlichen Dienst kann anstelle eines an einer Hochschule erworbenen Masters ein an einer Hochschule erworbener Bachelor oder ein gleichwertiger Abschluss, jeweils in Verbindung mit einer Promotion oder einer hauptberuflichen Tätigkeit von mindestens zwei Jahren und sechs Monaten, berücksichtigt werden. Im Fall der Zulassung auf Grund der Qualifikation Bachelor und mehrjährige Berufserfahrung ist demnach insgesamt eine hauptberufliche Tätigkeit von fünf Jahren nachzuweisen. Die hauptberufliche Tätigkeit muss nach Fachrichtung und Schwierigkeit der Tätigkeit eines Beamten der Laufbahn des höheren ärztlichen und gesundheitswissenschaftlichen Dienstes entsprechen (§ 23 Abs. 4 BLV).
Mit Inkrafttreten der neuen Bundeslaufbahnverordnung (BLV) im Jahr 2009 laufen die Laufbahnen besonderer Fachrichtung auf Bundesebene aus. Die Laufbahnen des höheren ärztlichen und höheren zahnärztlichen Dienstes wurden in die Laufbahnen des höheren ärztlichen und gesundheitswissenschaftlichen Dienstes überführt (Anlage 4 BLV).

## Weitere Laufbahnarten
Die Anzahl der früher auf Bundesebene bestehenden Laufbahnen wurde durch die neue Bundeslaufbahnverordnung aus dem Jahr 2009 von etwa 125 auf maximal acht Laufbahnen je Laufbahngruppe (höchstens 32) reduziert. Neben dem ärztlichen und gesundheitswissenschaftlichen Dienst können im Bund in den Laufbahngruppen folgende Laufbahnen eingerichtet werden (§ 6 Abs. 2 BLV):
- nichttechnischer Verwaltungsdienst,
- technischer Verwaltungsdienst,
- sprach- und kulturwissenschaftlicher Dienst,
- naturwissenschaftlicher Dienst,
- sportwissenschaftlicher Dienst,
- agrar-, forst- und ernährungswissenschaftlicher sowie tierärztlicher Dienst,
- kunstwissenschaftlicher Dienst.